# Stazione di Fuchū
La stazione di Fuchū (府中駅?, Fuchū-eki) è la principale stazione ferroviaria di Fuchū, città conurbata con Tokyo, e serve la linea Keiō della Keiō Corporation.

## Linee
Keiō Corporation
● Linea Keiō

## Struttura
La stazione dispone di due marciapiedi a isola con quattro binari passanti in viadotto.
| 1-2 | ● Linea Keiō | per Takahata-Fudō, Keiō-Hachiōji, Tama-Dōbutsukōen e Takaosanguchi                     |
| 3-4 | ● Linea Keiō | per Chōfu, Meidaimae, Sasazuka, Shinjuku e linea Shinjuku della metropolitana di Tokyo |

## Stazioni adiacenti
| «                                 | Servizio                                  | »           |
| Linea Keiō                        | Linea Keiō                                | Linea Keiō  |
| --------------------------------- | ----------------------------------------- | ----------- |
| Higashi-Fuchū                     | Locale Rapido Espresso Espresso sezionale | Bubaigawara |
| Chōfu                             | Espresso Speciale Semiespresso speciale   | Bubaigawara |
| Tutti gli altri treni non fermano |                                           |             |